# Borgoforte (Borgo Virgilio)
Borgoforte (Brochfòrt in dialetto mantovano) è una frazione ed ex comune di 3 544 abitanti del comune di Borgo Virgilio in provincia di Mantova.
Con referendum popolare consultivo tenutosi in data 1º dicembre 2013 è stata accolta la proposta di fusione con il comune di Virgilio. Con la stessa consultazione referendaria i cittadini dei due comuni hanno scelto la nuova denominazione: Borgo Virgilio. Il Consiglio della Regione Lombardia, nella seduta del 21 gennaio 2014, ha votato a favore della fusione.

## Storia
Punto nevralgico del commercio fluviale e nodo di raccordo fondamentale nei trasporti al tempo dei Gonzaga, fu fondato come "Rocca" nel 1216, come sbarramento difensivo delle scorrerie armate dei ferraresi-reggiani e modenesi; è però nel 1254 che l'avamposto difensivo prese il nome definitivo di Borgoforte. Nello stesso anno venne costruito il primo ponte sul fiume Po, che pose il borgo al centro di accese dispute territoriali con conseguenti battaglie sia navali che terrestri. Subì il primo assedio nel 1348 dall'esercito del Visconte di Milano che fu poi sconfitto da Filippo di Gonzaga. Nel 1368 il ponte fu incendiato dall'esercito visconteo. Nello stesso anno, avvenne la prima battaglia navale tra Bernabò Visconti e Nicolò d'Este che rimase sconfitto.
Con la crescente minaccia di un attacco da parte dei Visconti di Milano, nel 1384 si provvide ad ampliare ed a rinforzare la "Rocca" che venne cinta di mura e fosse profonde diventando così una delle più importanti della zona. Nel 1392, per proteggere il ponte furono realizzate due rocchette ai due capi della struttura e vennero costruiti alcuni bastioni poggianti su pali conficcati nel letto del fiume. La costruzione era poi provvista di tre ponti levatoi ed era difesa da una catena tesa lungo il Po che misurava quasi 690 metri.  Nel 1397, il ponte, che nel frattempo era stato ricostruito e fortificato, fu assediato e distrutto dall'esercito visconteo. Tuttavia, successivamente, un'alleanza fra mantovani e ferraresi sconfisse il Visconte di Milano. In tale guerra che coinvolse il Gonzaga e il Duca di Milano, si distinse, il capitano Carlo Malatesta. Gian Francesco Gonzaga nel suo testamento assegna al suo primogenito fra i possessi "Rochetam Burgi fortis cum toto eius vicariatu ultra padum". Alcune leggende popolari narrano del passaggio, nei primi anni del Cinquecento, di Giovanni de' Medici detto delle "Bande Nere" che fu ferito nella battaglia contro i Lanzichenecchi.
Nel 1596, Elena Aliprandi, moglie e vedova di Rodolfo Gonzaga da Castiglione, si trasferì con le sue tre figlie Cinzia, Olimpia e Gridonia a Borgoforte ove eresse un oratorio, dedicato alla Concessione di Nostro Signore. Nel 1629 Borgoforte fu saccheggiata e conquistata dalle truppe imperiali e nuovamente recuperata dai Gonzaga nel 1702. Nel 1717 Eugenio Gonzaga fece demolire l'originaria "Rocca" che fu poi sommersa dalle inondazioni del 1731. Nel 1772 sua maestà Maria Teresa d'Austria decretò il distacco dal territorio comunale di "Borgoforte a destra del Po", in seguito chiamato Motteggiana.
Nel 1796 e nel 1799 avvennero due importanti fatti d'armi fra le truppe di Napoleone e quelle austriache, che terminarono con la sconfitta degli Asburgo.

Territorio dell'ex comune di Borgoforte nella provincia di Mantova

Nel 1815 il territorio di Borgoforte, e tutti i suoi possedimenti, fu incorporato all'Impero austriaco sotto la denominazione di "Regno Lombardo-Veneto". Nel periodo del Risorgimento il Borgo venne nuovamente fortificato con mura che partendo dal forte centrale raggiungevano la località dell'antica "Rocca" sull'argine Po che conduce all'odierna frazione di Scorzarolo. Nello stesso anno fu costruito il Forte di Borgoforte detto anche Forte Centrale o Forte Magnaguti, e con questo anche altri tre: il Forte Noyon di Motteggiana, sulla riva destra del Po, e i Forti di Rocchetta e di Bocca di Ganda, rispettivamente a monte e a valle dell'argine maestro del Po.
Questi quattro Forti costituirono testa di ponte posta a difesa della linea di difesa Mantova-Verona, considerata di grande importanza strategica dagli austriaci, in vista di un probabile attacco da parte italiana. Cosa che avvenne nel 1866, durante la Terza guerra d'indipendenza italiana. 
Attualmente il Forte di Borgoforte, che insiste su 57000 m² di terreno, è stato acquistato dal Comune e utilizzato come sede di attività culturali e ricreative. Nel fossato circostante la costruzione è stata creata una riserva di pesca sportiva.

### Simboli

Vecchio stemma comunale

Lo stemma di Borgoforte era stato concesso con regio decreto del 20 giugno 1930.
Il gonfalone, concesso con RD del 22 febbraio 1934, era un drappo di azzurro.

## Monumenti e luoghi d'interesse

### Architetture religiose
- Chiesa di San Giovanni Battista, parrocchiale.
- Oratorio di Corte Carbonella[13]

### Architetture militari
- Forte Centrale
- Serraglio mantovano

## Società

### Evoluzione demografica
Abitanti censiti

## Infrastrutture e trasporti

### Ferrovie

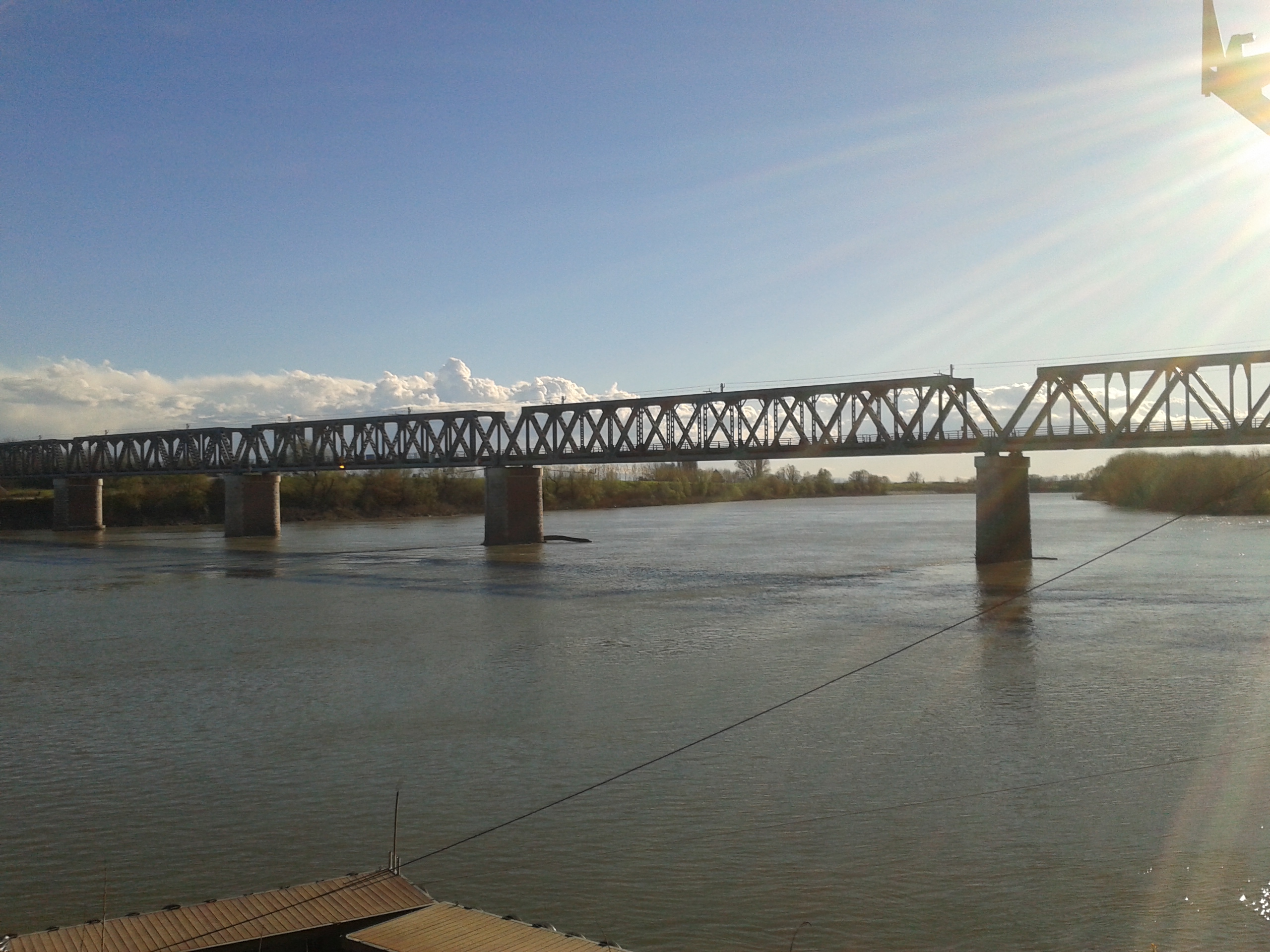
Ponte ferroviario sul Po a Borgoforte.

La cittadina è attraversata dalla ferrovia Verona - Mantova - Modena, inaugurata nel 1873. Il ponte metallico sul fiume Po, per Motteggiana, fu inaugurato l'anno successivo. Come altri, venne bombardato nel 1944.
La fermata di Borgoforte fu dismessa nel 2012.